# المندرة بحري
قرية المندرة بحري هي إحدى القرى التابعة لمركز ديروط في محافظة أسيوط في جمهورية مصر العربية. حسب إحصاءات سنة 2006، بلغ إجمالي السكان في المندرة بحري 18518 نسمة، منهم 9432 رجل و9086 امرأة.

## التاريخ
تعد قرية المندرة بحري من القرى القديمة، واسمها الأصلي «صول»، وصفها الإدريسي بأنها قرية كبيرة بها أسواق. إلا أن أغلب أهلها هجروها منذ القرن السابع الهجري، فأصبحت من توابع قرية ببلاو، ثم انفصلت عنها سنة 933هـ باسم «المنظرة»، وفي سنة 1230هـ، تغيّر اسمها إلى «المندرة» وتم تمييزها بلفظ «بحري» نظرًا لوجود قرية أخرى بنفس الإسم في مديرية أسيوط وقتئذ.
كان بحر يوسف وقت زيارة الإدريسي ينبع من نهر النيل من عند القرية وقتئذ، ولكن بعد حفر ترعة الإبراهيمية سنة 1872م، أصبحت الترعة تٌغذي بحر يوسف فانقطع اتصال القرية ببحر يوسف.